# 399 av. J.-C.
Cette page concerne l'année 399 av. J.-C. du calendrier julien proleptique.

## Événements
- Avril : procès de Socrate à Athènes[1]. Le philosophe Socrate, accusé par Anytos, Mélétos et Lycon, est condamné à boire la ciguë pour impiété et pour corrompre la jeunesse[2].

- Été (date probable) : expédition de Messine et de Rhégion contre Denys l'Ancien. La guerre tourne court : les soldats de Messine sont convaincus par les partisans de Denys de renoncer à une agression dangereuse et injustifiée[3].

- Automne : le pharaon d'Égypte Amyrtée est victime d’un coup de force qui amène au pouvoir Néphéritès, originaire de Mendès dans le delta, qui fonde la XXIXe dynastie mendésienne (fin en 378 av. J.-C.)[4]. Il met fin à la domination perse et s’allie contre eux avec Lacédémone (fin de règne en 393 av. J.-C.).
- 13 octobre du calendrier romain : entrée en office à Rome de tribuns militaires à pouvoir consulaire : Marcus Veturius (seul patricien), Marcus Pomponius, Cnaeus Duilius, Publilius Volero Philo, Cnaeus Genucius, Lucius Atilius. Faléries et Capène échouent à secourir Véies assiégée par les Romains[5]. À un hiver glacial succède un été chaud et malsain qui fait beaucoup de victimes. Le Sénat romain fait consulter les Livres Sibyllins, qui préconisent des lectisternes, rite consistant à inviter les dieux à un banquet afin d'apaiser leur colère. Ce sont les premiers lectisternes organisés à Rome, en l’honneur d'Apollon, Latone, Diane, Hercule, Mercure et Neptune[6].

- Vers 400-399 av. J.-C. : fondation d'Adranum dans la plaine de Catane par Syracuse[3].
- Début du règne d'Oreste, roi de Macédoine à la mort de son père Archélaos, assassiné par son favori Crater. Encore enfant, il règne sous la tutelle d'Aéropos jusqu'à son assassinat par ce dernier, qui usurpe le trône[7]. Le pays connaît une période sombre jusqu’en 360 av. J.-C., marquée par l’instabilité intérieure et les invasions.
- Sur les Mystères, discours de l’orateur Andocide prononcé à l'occasion de son procès pour impiété à Athènes[8].
- Invention d’une catapulte tirant des flèches (katapeltikon) à Syracuse, selon Diodore de Sicile[9].

## Décès
- 7 mai : Socrate, philosophe grec, condamné à boire la ciguë, après avoir été accusé d'impiété envers les dieux et de corruption de la jeunesse.
- Amyrtée, pharaon d'Égypte, peut-être assassiné à Memphis par son successeur.
- Archélaos, roi de Macédoine.
- Cratère de Macédoine, roi de Macédoine.